# Antrophyum strictum
Antrophyum strictum là một loài dương xỉ trong họ Pteridaceae. Loài này được Mett. mô tả khoa học đầu tiên năm 1868.